# 科羅利夫卡 (亞爾莫林齊區)
49°14′37″N 27°10′51″E / 49.24361°N 27.18083°E
科羅利夫卡（烏克蘭語：Королівка）是位於烏克蘭西部的村莊，由赫梅利尼茨基州裡赫梅利尼茨基區的羅茲索沙市鎮負責管轄。該村處於沃夫喬克河畔，面積0.2平方公里，海拔高度326米，2001年人口206。